# 静岡県立島田高等学校
静岡県立島田高等学校（しずおかけんりつ しまだこうとうがっこう）は、静岡県島田市稲荷にある県立高等学校。大井川の堤防（土手）に近いため「土手高（どてこう）」と通称される。略称は「島高（しまこう）」。

## 概要
静岡県志太榛原地区の公立高校である。1919年に学校組合連合立島田実科高等女学校として創立されて以来、地域に根ざした進学校として2万人を超える人材を輩出し、優秀な卒業生が様々な分野で活躍している。伝統に裏打ちされた丁寧な学習支援・進路指導に定評があり、高い知性・豊かな感性・健やかな心身を備え、文武両道に励むことの出来る人材の育成を目指している。

## 特徴
個々の希望に応じた進路支援とキャリア教育、将来のキャリアをふまえたジョブリサーチ、進路実現のための充実した情報提供と学習支援のための「夢応援プロジェクト」や「しまこう学問探求ナビ」などを行っている。校内には蔵書4万冊の独立図書館や自習室、質問コーナー等が設置されている。毎年初夏には「六月祭（みなづきさい）」が行われ、1日目には翌日の準備と校内発表、2日目には学校が一般公開されクラスの模擬店とPTAが出店するテントが立ち並ぶ。バイトは禁止である。

## 教育課程・設置科
全日制であり、普通科を設置している。2年次から文理選択を行い、その中で普通の文理別クラスと国公立大学を志望する発展クラスに分かれる。

## 教育目標
地域のリーダーを育成すること。それを実現するために、強力な学習支援体制のもと、「自立した学習者の育成」「4人に1人が国公立大学合格」を目指しています。

## 校訓・校章

### 校訓
「希望・友情・努力」
- 希望、すなわち、過去に学び、未来を展望する人となること。
- 友情、すなわち、互いに研鑽し、他者を敬愛する人となること。
- 努力、すなわち、自分を磨き、夢や目標に挑戦する人となること。[3]

### 校章
1949(昭和24)年「静岡県立島田高等学校」への改称を機に校章デザインを在校生から募集し、２回生の杉野圭子氏(旧姓 渡辺)のデザインを採用。 中心の「高」に重なる十字の松葉は東西南北に広がる真理を表し、その間を飾る松の実は将来性のあるもの、次代を担うはつらつたる若者の姿を象徴しています。

## 沿革
- 1919年3月1日 - 島田町外3ヶ村（伊久美村・大長村・大津村）学校組合連合立島田実科高等女学校設立許可され、組合長島田町長置塩維裕氏、学校長文学博士田尻長兵衛氏により島田女子尋常高等小学校を仮校舎として授業開始[5]
- 12月 - 静岡県志太郡島田実科高等女学校に校名変更
- 1921年 - 静岡県立志太郡島田高等女学校に校名変更し、島田町中河原の新校舎に移転
- 11月 - 静岡県島田高等女学校に校名変更
- 1927年 - 庭球部を設ける[6]
- 1929年 - 校歌制定
- 1935年 - 現在地の稲荷島に移転
- 1940年 - 御真影奉安殿竣工[6]
- 1942年 - 御真影の焼納式を行う[6]
- 1943年 - 補習科から造兵報国隊編成15名を報国隊工場へ送出[6]
- 1944年 - 軍衣工場となり兵員100名宿泊[6]
- 1945年 - 女子義勇隊の結成式を挙行[6]
- 1947年4月 - 静岡県立島田高等学校に校名変更
- 8月 - 校庭で第一回志太榛原庭球大会開催[6]
- 1949年 - 男女共学化
- 1951年 - 校舎増築竣工式を挙行
- 1952年 - 校歌再制定、運動場新設
- 1954年 - 出火し第2棟200坪を焼失[6]
- 1959年 - 静岡県立島田商業高等学校および静岡県立小笠農業高等学校から教員派遣、金谷町立金谷分校を本校管理に移管。同校定時制を分校化
- 1960年 - 旧体育館竣工
- 1963年 - 金谷分校を県立に移管。
- 1964年 - プール竣工
- 1967年 - 金谷分校が静岡県立金谷高等学校として独立
- 1968年 - 格技場竣工
- 1970年 - 管理棟竣工
- 1971年 - 出火し第1棟16教室焼失[6]
- 1972年 - 新校舎竣工
- 1973年 - 弓道場新設
- 1979年 - 新体育館竣工
- 1981年 - 図書館竣工しプール改修
- 1982年 - 放送部が高校放送コンテストの研究部門で優勝[6]
- 1986年 - 自転車置き場（鉄骨2階建て）新設
- 1987年 - 夏の高校野球県大会で準優勝[6]
- 1989年 - 生活館兼同窓会館「修己館」竣工
- 4月 -  生徒定員1125人 （歴代最大規模、新入生定員405人、9学級）
- 1994年 - 女子校時代旧門を修己館前に移設
- 2001年 - 生徒定員が1000人を下回る
- 2002年 - 校舎耐震補強実施（管理棟、新旧体育館、図書館は未実施）
- 2011年 - 校舎改修工事実施（図書館改修、昇降口、各教員研究室の改築、中央棟両端の撤去等）
- 2012年 - 校舎改修工事実施（各教室改修、柔剣道場改修、旧体育館取り壊し及び第2体育館竣工）
- 2016年 -  女子第28回全国高等学校駅伝競走大会に、静岡県高等学校駅伝競技大会で優勝した陸上競技部が出場[7]
- 2018年 - 創立100周年記念式典
- 12月 -  女子第30回全国高等学校駅伝競走大会に、静岡県高等学校駅伝競技大会で優勝した陸上競技部が出場[8]
- 2019年 -  男子第70回全国高等学校駅伝競走大会に、静岡県高等学校駅伝競技大会で優勝した陸上競技部が出場[9]
- 2020年 - 授業体制を65分×5コマから50分×6コマに変更
- 2023年 - 2025年3月まで校舎の老朽化対策・耐震補強工事実施[10]
- 2025年 - 女子制服が変更[11]

## 進学先
進学先の中で合格者数の多い国公立大学（令和3年度〜令和5年度）
- 静岡大学
- 静岡県立大学
- 静岡文化芸術大学
- 山梨大学

進学先の中で偏差値の高い国公立大学（令和3年度〜令和5年度）
- 横浜市立大学
- 東京都立大学
- 千葉大学
- 広島大学

進学先の中で合格者数の多い私立大学（令和3年度〜令和5年度）
- 常葉大学
- 静岡理工科大学
- 聖隷クリストファー大学
- 神奈川大学

進学先の中で偏差値の高い私立大学（令和3年度〜令和5年度）
- 立教大学
- 青山学院大学
- 日本大学
- 法政大学

進学先はこちらを参照偏差値はこちらを参照
ちなみに1957年、1989年には東京大学へ合格者を輩出している。

## 部活動

### 現在活動中の部活動
- 野球部
- 男子サッカー部
- 陸上部（短距離ブロック・長距離ブロック）
- 女子バレーボール部
- 女子バスケットボール部
- 男子バスケットボール部
- 女子テニス部（硬式）
- 男子テニス部（硬式）
- 女子バドミントン部
- 剣道部
- 弓道部
- 卓球部
- 吹奏楽部
- 放送部
- 書道部
- 美術部
- 科学部
- 家庭部
- 写真部
- 茶道部
- 校外活動（スキー・水泳・新体操）

入部は基本的に強制であり、上記の部活又は外部にて活動しなければならない。

### 全国的な部活動実績（過去5年間・2023年時点）
- 全国高等学校総合体育大会（スキー男子回転・大回転）出場
- 全国高等学校総合体育大会（スキー女子回転・大回転）出場
- 全国高等学校総合体育大会（弓道個人）出場
- 全国高等学校駅伝競走大会男子・女子出場
- 全国高等学校総合文化祭 放送（朗読・アナウンス部門）出場

運動部では陸上部長距離ブロックが、全国高等学校駅伝競走大会には男子が2回（2012年・2019年）、女子が4回（2013年・2014年・2016年・2018年）静岡県代表として出場している。文化部では放送部が全国大会の常連である。

### 過去に存在した部活動
- 女子サッカー部
- 男子卓球部/女子卓球部（2005年頃に統合・今の卓球部）
- 化学部/生物部（2005年頃に統合し化学生物部に名称変更・今の科学部）
- 茶道部/華道部（2005年頃に統合し茶華道部に名称変更・今の茶道部）
- 郷土研究部（2005年頃に廃止）
- 英語部（2005年頃に廃止）
- 無線部（2005年頃に廃止）
- 音楽部（2007年頃に廃止）
- 男子バレーボール部（2008年頃に廃止）
- 女子ソフトテニス部（2008年頃に廃止）
- 水泳（水球）部（2008年頃に廃止）
- 女子ソフトボール部（2008年頃に廃止）
- 囲碁将棋部（2010年代序盤~中盤に廃止）
- 柔道部（2010年代中盤に廃止）
- ワンダーフォーゲル部（2010年代終盤に廃止）
- JRC（青少年赤十字）部（2010年代終盤に廃止）
- 新聞部（2010年代終盤に廃止）
- 電算部（2010年代終盤に廃止）
- 演劇部（2021年頃に休止・2023年頃に廃止）

等

## 学校行事
- 4月 - 入学式
- 5月 - 六月祭（みなづきさい）文化の部

1日目（金曜日）は島田高校の体育館で1年生による合唱や吹奏楽部、書道部、有志によるピアノ、バンド演奏、ダンス、漫才などのステージ発表が行われる。2日目（土曜日）は学校が一般公開され、前述のステージ発表の他、校舎内では1年生による校内装飾や、フード担当の2年生、アトラクション担当の3年生によるクラスごとの模擬店や文化部の展示が並ぶ。
- 7月 - 中学生一日体験入学
- 9月 - 大学見学(1・2年)、遠足(3年)
- 10月 - 六月祭体育の部

個人種目での陸上トラック種目やフィールド種目、障害物競走の他、台風の目、クラスリレー、部活動リレーなどが行われる。
- 10,11月 - 学校公開日（保護者、中学生向け）
- 12月 - 修学旅行（2年)

例年の旅行先は海外だったが、社会情勢により近年は国内へ変更されている。
- 1月 - 百人一首大会
- 2月 - 球技大会(1・2年)

男子はサッカーかバスケ、女子はバレーかバスケを選択し、クラスごとのチームで争う。
- 3月 - 卒業式

## アクセス
JR東海島田駅より
- 自転車で12分
- しずてつジャストライン金谷島田病院線 金谷駅前行き「島田駅」ー「大井川公園前」停留所 徒歩4分
- 島田市コミュニティバス川根温泉線 川根温泉ホテル行き「島田駅」ー「島田高校入口」停留所 徒歩3分

JR東海金谷駅より
- 自転車で15分

大井川鐵道家山駅より
- 島田市コミュニティバス川根温泉線 島田駅行き「家山駅前」ー「島田高校入口」停留所 徒歩3分

藤枝市役所より
- 自転車で48分

吉田町役場より
- 自転車で59分

## 著名な卒業生
- 牧野京夫（参議院議員）
- 後藤正文（ミュージシャン、ASIAN KUNG-FU GENERATION）
- 田村勤（元プロ野球選手）
- 鈴木宏基（プロ野球審判員）
- 三遊亭遊喜（落語家）
- 中村幹男（元アナウンサー）
- 池田耀平（陸上競技選手）
- 大畑怜央（陸上競技選手）
- 長谷川純矢（競泳選手）
- 栗田麻理（静岡朝日テレビアナウンサー）